# Phú Phong (thị trấn)
Phú Phong là thị trấn huyện lỵ của huyện Tây Sơn, tỉnh Bình Định, Việt Nam.

## Địa lý

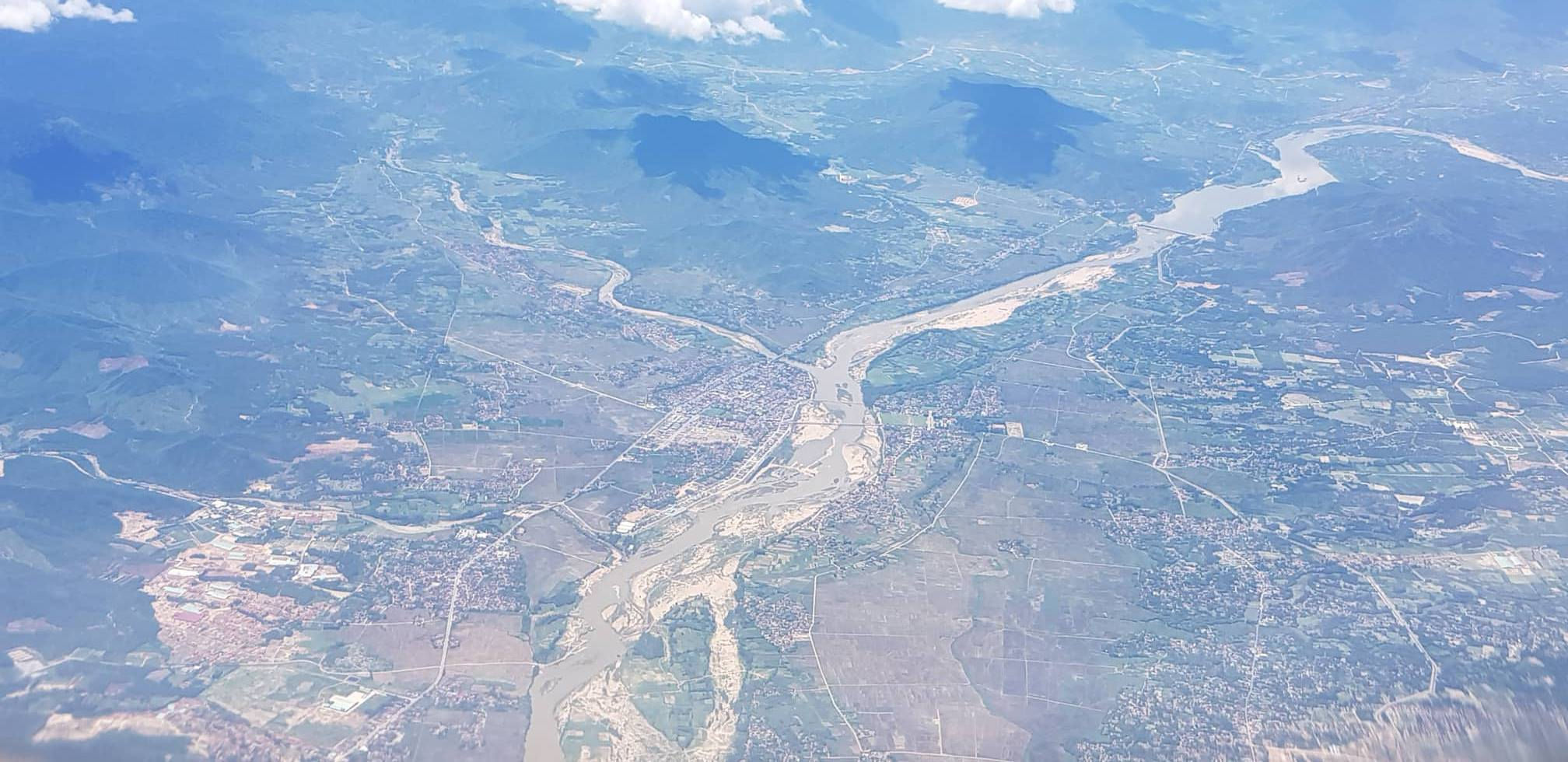
Khu vực thị trấn Phú Phong nhìn từ trên cao

Thị trấn Phú Phong nằm ở trung tâm huyện Tây Sơn, cách thành phố Quy Nhơn 42 km về phía tây bắc, có vị trí địa lý:
- Phía đông giáp các xã Bình Hòa và Tây Xuân
- Phía tây giáp các xã Bình Thành và Bình Tường
- Phía nam giáp các Tây Phú và Tây Xuân
- Phía bắc giáp xã Bình Thành.

Thị trấn có diện tích 11,57 km², dân số năm 2019 là 45.812 người, mật độ dân số đạt 3.960 người/km².
Thị trấn Phú Phong nằm ở ngã ba sông Kôn và sông Phú Phong (còn được gọi là sông Kút), có Quốc lộ 19 và Quốc lộ 19B chạy qua trên địa bàn.

## Lịch sử
Trước đây, Phú Phong là tên một thôn thuộc xã Bình Phú, huyện Tây Sơn (nay là hai xã Tây Phú và Tây Xuân).
Thị trấn Phú Phong được thành lập vào ngày 24 tháng 3 năm 1979 trên cơ sở tách thôn Phú Phong thuộc xã Bình Phú và thôn Kiên Mỹ thuộc xã Bình Thành.
Ngày 15 tháng 11 năm 2005, Chính phủ ban hành Nghị định 143/2005/NĐ-CP. Theo đó, sáp nhập 41,3 ha diện tích tự nhiên và 2.185 người của xã Tây Phú; 126,87 ha diện tích tự nhiên và 450 người của xã Tây Xuân; 161,25 ha diện tích tự nhiên và 1.662 người của xã Bình Thành; 449 ha diện tích tự nhiên và 2.871 người của xã Bình Tường vào thị trấn Phú Phong.
Sau khi điều chỉnh địa giới hành chính, thị trấn Phú Phong có 1.157,42 ha diện tích tự nhiên và 20.812 người.
Ngày 25 tháng 6 năm 2015, Bộ Xây dựng ban hành Quyết định 748/QĐ-BXD công nhận thị trấn Phú Phong là đô thị loại IV.

## Hành chính
Thị trấn Phú Phong được chia thành 10 khu phố: 1, 1A, 2, 3, 4, 5, Hòa Lạc, Phú Văn, Phú Xuân, Thuận Nghĩa.

## Giao thông

Khu vực trung tâm thị trấn Phú Phong bên bờ sông Kon.

Đập dâng Phú Phong, bắc qua sông Kon

Hiện nay, khu vực nội ô của thị trấn Phú Phong có nhiều con đường được mở ra và mang tên các danh nhân của nhà Tây Sơn và của Việt Nam qua các thời kỳ như: Nguyễn Huệ, Bùi Thị Xuân, Mai Xuân Thưởng, Võ Văn Dõng, Nguyễn Nhạc, Nguyễn Lữ, Trần Quang Diệu, Võ Xán, Đống Đa, Ngọc Hồi, Phan Đình Phùng, Lê Lợi, Trần Hưng Đạo, Lê Văn Duyệt, Đô Đốc Long, Đô Đốc Bảo, Trần Trọng Kim...

## Kinh tế - xã hội

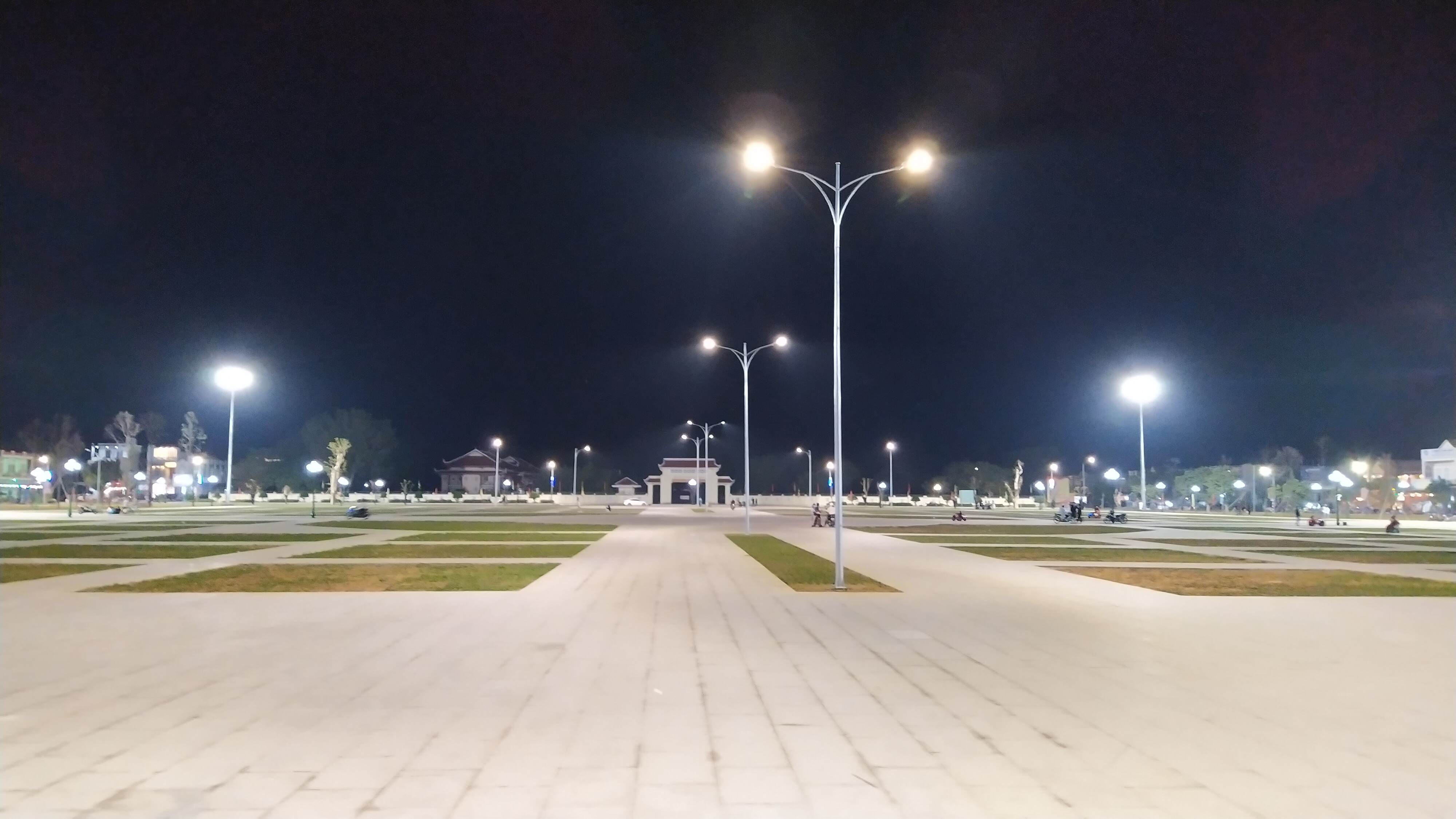
Quảng trường Trung tâm thị trấn Phú Phong, đối diện là Bảo tàng Quang Trung

Trên địa bàn thị trấn và một số khu vực lân cận ngày nay sở hữu những địa danh du lịch nổi tiếng của Bình Định nhưng chưa được khai thác đúng tiềm năng như Bảo tàng Quang Trung, Đập Văn Phong, khu du lịch sinh thái Hầm Hô (thượng nguồn của sông Phú Phong hay sông Kút), Bảo Sơn Thiên Ấn (Đàn Kính thiên), Tháp chăm Dương Long...
Thị trấn Phú Phong có trường THPT Quang Trung là trường trung học lâu đời ở tỉnh Bình Định. Có bệnh viên đa khoa cấp khu vực Phú Phong.
Tương lai khi huyện Tây Sơn được nâng cấp thành thị xã, thì thị trấn Phú Phong sẽ là phường trung tâm, tiếp tục giữ vai trò là trung tâm chính trị, kinh tế xã hội của khu vực Tây Nam tỉnh Bình Định.